# Melissa Hill
Melissa Hill (født 8. januar 1970 i San Francisco, Californien), er en amerikansk tidligere pornoskuespiller og porno instruktør. Hun har medvirket i over 200 pornofilm, igennem sin karriere.

## Priser
- 1997 – AVN Award – Bedste sex scene fra filmen Dreams of Desire
- 1997 – AVN Award – Bedste skuespiller i filmen Penetrator 2
- 1998 – AVN Award – Bedste birolle i filmen Bad Wives